# Ou Qing
Ou Qing (xinès tradicional: 區晴, pinyin: Oū Qíng), més conegut pel pseudònim Ding Gang (xinès tradicional: 丁岡, pinyin: Dīng Gāng; 1923 - 2014) fou un dibuixant de còmics de Hong Kong. Originari de Nanhai, Guangdong, comença a treballar a principis de la dècada del 1940, i creà la sèrie Taizi de. A la dècada del 1950 va publicar a diaris xinesos publicats en l'estranger.
També va il·lustrar novel·les lleugeres o Sanhaozi.